# 源洧
源洧（？—756年），唐朝官员，相州临漳县（今河北省临漳县）人，出自南凉鲜卑后裔河南源氏，源光裕的儿子。
源洧早年有美好的声誉。闺门和睦，士友推重，历任清要。天宝年间，担任给事中、郑州刺史。转任襄州刺史、本道采访使。天宝十四载（755年），安禄山造反，犯东京洛阳，十二月廿八，唐玄宗以永王李璘为山南节度使，以源洧为江陵郡大都督府长史、本道采访防御使、摄御史中丞，以兵部郎中徐浩为襄州刺史、本州防御守捉使以防御安禄山。源洧至江陵后去世，赠礼部尚书，谥懿。